# Francesca Soledat Segura Beltrán
Francesca Soledat Segura Beltrán   (Xert, 29 d'abril de 1958) va ser licenciada en Geografia i Història el 1981-82 per la Universitat de València. Tesina de llicenciatura llegida el 1983. Becària de FPI entre 1983-1987. Professora Ajudant: juliol de 1987-octubre de 1991. Professora Titular d'Hidrologia a la Universitat de València: entre octubre de 1991 i abril de 2011, quan va obtenir la plaça de Catedràtica de Geografia Física. Des de 1983 va impartir docència a la Llicenciatura de Geografia, la de Ciències Ambientals i el Grau de Geografia i Medi Ambient. Va participar en nombrosos cursos de doctorat i en diversos màsters, especialment als màsters oficials de la UVEG 'Contaminació, Toxicologia i Sanitat Ambiental' i 'Tècniques en la Gestió del Medi Ambient i del Territori', l'últim dels quals va dirigir. Va publicar 47 articles i 50 capítols de llibre i va participar a 35 congressos. Va participar en 13 contractes amb empreses i en 23 projectes de recerca finançats pel Ministeri de Ciència i Tecnologia i la Conselleria d'Educació de la Generalitat Valenciana. Va dirigir 10 projectes competitius (administració autonòmica i de l'estat) i 3 contractes i, en la resta dels casos, ha format part de l'equip investigador. Des del curs 2010-11 ha dirigit nombrosos treballs de fi de màster i de fi de grau.
Les seves línies de recerca principals són:
- Geomorfologia fluvial
- Hidrologia fluvial
- Inundacions